# Татибана Сюта
Татибана Сюта (яп. 橘 周太 Татибана Сю:та, 3 ноября 1865 — 31 августа 1904) — японский офицер, «божественный герой» русско-японской войны, погибший в сражении при Ляояне.

## Биография
Татибана Сюта родился в 1865 году в деревне Тидзива уезда Минамитакаки провинции Хидзэн (в настоящее время город Ундзэн префектуры Нагасаки). Он происходил из семьи деревенского старосты Татибаны Суэясу и был вторым сыном в семье. На момент рождения Сюты вся его семья носила фамилию Дзёдай, что было связано со сложным порядком наследования и смены фамилий в роду Татибана. Этот род происходил от Татибаны-но Мороэ (684—757), правнука или праправнука одного из сыновей императора Бидацу. Мороэ был придворным чиновником при императоре Сёму и императрице Кокэн. Примерно через два века после смерти Мороэ род Татибана разделился на несколько ветвей, от одной из которых происходил весьма почитаемый японцами полководец 14-го века Кусуноки Масасигэ. Младший брат Масасигэ, Масаудзи, пользовался фамилией Вада. Один из его потомков, Вада Ёсидзуми, поселился в деревне Тидзива и изменил фамилию на Дзёдай. От этого Ёсидзуми и происходила семья Сюты. Впоследствии старший брат Сюты, Токоха, стал главой семейства и изменил фамилию семьи обратно на Татибана.
В 7 лет Татибана Сюта начал ходить в деревенскую храмовую школу, в 11 поступил в начальную школу Кацуяма в городе Нагасаки, в 13 перешёл в Нагасакскую среднюю школу. В 15 лет Татибана попытался поступить в Токийский кадетский корпус, но вместо этого поступил в частный пансион Нисёгакуся. В 1881 году, то есть на следующий год, он выдержал вступительные экзамены в Армейскую военную академию (Рикугун сикан гакко), куда был зачислен сначала кадетом, а в 1884 году начал обучение по основной программе.

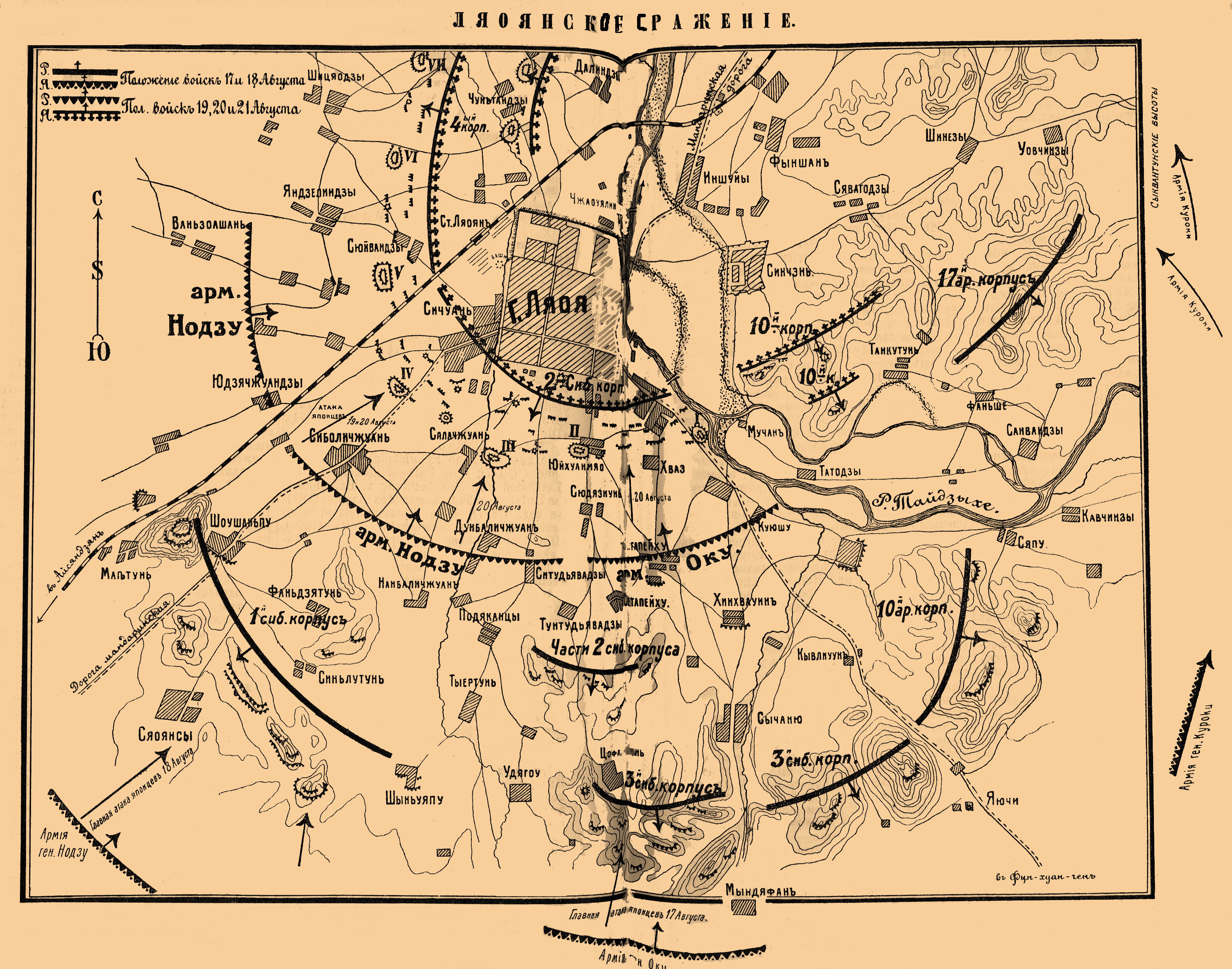
Карта японских и русских позиций при Ляояне из ЭСБЕ. В числе прочих обозначена высота Шоушаньпу, где погиб Татибана (слева, рядом с железной дорогой)

Окончив обучение в академии в 1887 году, Татибана получил звание младшего лейтенанта (яп. 少尉 сё:и) и был назначен в 5-й пехотный полк Императорской армии, дислоцировавшийся в префектуре Аомори. В 1888 году Татибана был переведён в 4-й полк Императорской гвардии, а 15 января 1889 года — назначен взводным командиром в 3-й роте этого полка. С 1891 по 1895 год Татибана служил адъютантом при японских наследных принцах (яп. 東宮武官 то:гу: букан). В этот период он женился на Экико, третьей дочери некого Дзёдая Ясудзо из своей родной деревни Тидзива. Брак состоялся 15 января 1892 года. Татибане на тот момент было 26 лет. Через год у них родился сын Итиродзаэмон.
За время службы адъютантом Татибану повысили в звании: в 1892 году он стал лейтенантом, а в 1895 году — капитаном. В марте 1896 года он сделался командиром роты 2-го пехотного полка в Тайваньском гарнизоне, но уже в сентябре был переведён обратно в 4-й полк Императорской гвардии, а в ноябре его назначили ротным командиром в 36-й пехотный полк. С 1897 года Татибана работал инструктором в Тоямской военной академии, с 1902 года, уже в звании майора, — директором Нагойского кадетского корпуса. За время преподавательской деятельности он создал несколько военных руководств: «Обучение новобранцев» (яп. 新兵教育 Симпэй кё:ику), «Ночные учения пехоты» (яп. 歩兵夜間教育 Хохэй якан кё:ику), «Правила прохода через лес» (яп. 森林通過法 Синрин цу:ка хо:). В 1903 году он написал книгу «Записи о жизненном опыте» (яп. 経験余禄 Кэйкэн ёроку).
В феврале 1904 года началась русско-японская война. Татибану сначала назначили главой административной секции во 2-й армии, а через несколько месяцев — командиром 1-го батальона в 34-м пехотном полку. Ровно через 20 дней после этого назначения, 31 августа 1904 года, в ходе сражения при Ляояне японские войска пошли в наступление на укреплённую высоту Шоушаньпу (кит. 首山堡). Татибана отказался последовать распоряжению вышестоящего командира, приказывавшего солдатам залечь в окопы из-за интенсивного огня с русской стороны, объявил о своём желании атаковать немедленно, бросился под пули и был тут же убит.

## Прославление

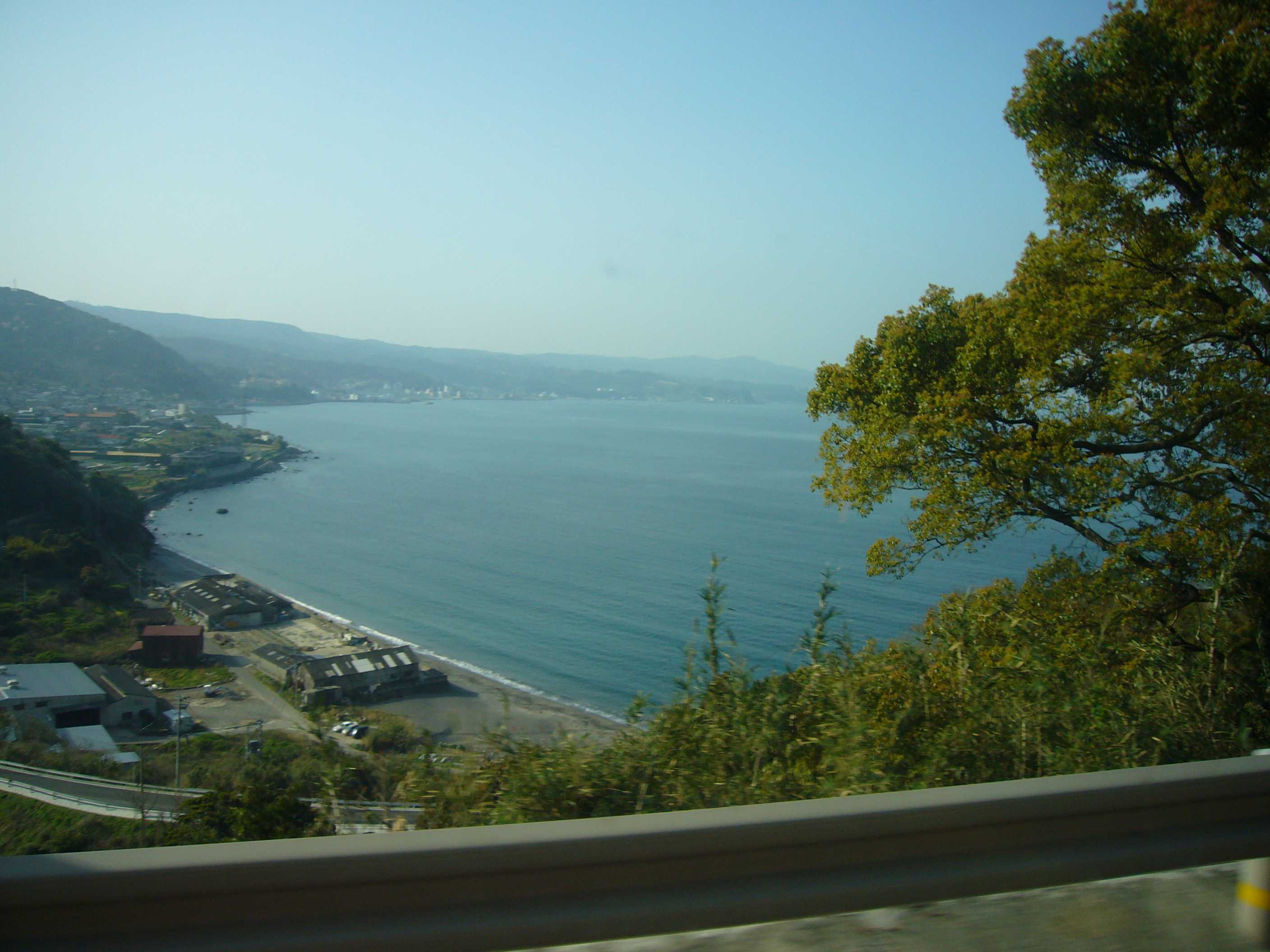
Залив Татибана

Несмотря на то, что Татибана не совершил на поле боя ничего выдающегося, японцы расценили его действия как храбрость и доблесть, а не как опрометчивость и безрассудство, приведшие к глупой смерти. Военная пропаганда сделала из него героя. Он был посмертно повышен до подполковника (яп. 中佐 тю:са), ему присвоили старшую степень шестого класса в японской табели о рангах, наградили орденом Восходящего солнца 4-го класса и орденом Золотого коршуна 4-й степени. 34-й пехотный полк Императорской армии, где вплоть до гибели служил Татибана, прозвали «полком Татибаны», а после Второй мировой войны прозвище перешло и на 34-й пехотный полк сил самообороны. В 1919 году в деревне Тидзива, выросшей к тому времени до посёлка, Татибане поставили бронзовый памятник работы Сэйбо Китамуры (впоследствии в разных городах установили ещё несколько памятников и бюстов). В том же году залив Тидзива рядом с посёлком был официально переименован на картах в залив Татибана. В 1928 году было заложено посвящённое подполковнику синтоистское святилище Татибана-дзиндзя, но его строительство закончилось только в 1940 году. Настоятелем в святилище стал Татибана Итиродзаэмон, избравший, как и отец, военную карьеру и дослужившийся до капитана. В 1976 году около святилища был устроен музей, представлявший собой реконструированную часть дома, в котором родился подполковник. В музее были выставлены его личные вещи.
В честь Татибаны было сочинено как минимум пять популярных песен, его жизнь стала вошедшим в учебники примером образцового поведения настоящего японца, и он, вместе с капитаном Хиросэ Такэо и генералом Ноги Марэсукэ, стал «божественным героем» (яп. 軍神 гунсин) русско-японской войны.